# Las Ketchup
Las Ketchup er en pigegruppe fra Spanien etableret i 2001. Gruppen er mest kendt for deres store hit "The Ketchup Song (Aserejé) fra 2002, der har solgt over 7 millioner eksemplarer på verdensplan.
Las Ketchup deltog også for Spanien i Eurovision 2006 med sangen "Un Blodymary", her blev de dog kun nummer 21, men de fik 12 point fra Andorra..

## Diskografi

### Albums
| Hijas del Tomate                                                                  | - Released: 30 July 2002 - Label: Altra Moda, Columbia, Sony - Format: CD, cassette  | 22 | 27 | 1 | 18 | 20 | 23 | 13 | 7 | 6 | - SNEP: Gold |
| Un Blodymary                                                                      | - Released: 2006 - Label: Altra Moda, Columbia, Sony - Formats: CD, Digital download | —  | —  | — | —  | —  | —  | —  | — | — |              |
| "—" denotes a recording that did not chart or was not released in that territory. |                                                                                      |    |    |   |    |    |    |    |   |   |              |

### Singler
| Titel                                                                             | År   | Højeste hitlisteplacering | Højeste hitlisteplacering | Højeste hitlisteplacering | Højeste hitlisteplacering | Højeste hitlisteplacering | Højeste hitlisteplacering | Højeste hitlisteplacering | Højeste hitlisteplacering | Højeste hitlisteplacering | Højeste hitlisteplacering | Certificeringer | Album            |
| Titel                                                                             | År   | AUS                       | AUT                       | FRA                       | GER                       | NOR                       | NZ                        | SWE                       | SWI                       | UK                        | US                        | Certificeringer | Album            |
| --------------------------------------------------------------------------------- | ---- | ------------------------- | ------------------------- | ------------------------- | ------------------------- | ------------------------- | ------------------------- | ------------------------- | ------------------------- | ------------------------- | ------------------------- | --- | ---------------- |
| "The Ketchup Song (Aserejé)"                                                      | 2002 | 1                         | 1                         | 1                         | 1                         | 1                         | 1                         | 1                         | 1                         | 1                         | 54                        | - ARIA: 3× Platinum - BPI: Platinum - BVMI: 2× Platinum - IFPI AUT: 2× Platinum - IFPI NOR: 6× Platinum - IFPI SWE: 4× Platinum - IFPI SWI: 3× Platinum - RIANZ: 2× Platinum - SNEP: Diamond | Hijas del Tomate |
| "Kusha Las Payas"                                                                 | 2002 | —                         | 36                        | 38                        | 76                        | —                         | —                         | —                         | 29                        | —                         | —                         | | Hijas del Tomate |
| "Un Blodymary"                                                                    | 2006 | —                         | —                         | —                         | —                         | —                         | —                         | 38                        | 82                        | —                         | —                         | | Un Blodymary     |
| "—" denotes a recording that did not chart or was not released in that territory. |      |                           |                           |                           |                           |                           |                           |                           |                           |                           |                           | |                  |